# Bosnisch-herzegowinische Eishockeyliga 2009/10
Die Saison 2009/10 war die zweite Spielzeit der bosnisch-herzegowinischen Eishockeyliga, der höchsten bosnisch-herzegowinischen Eishockeyspielklasse. Meister wurde zum ersten Mal in der Vereinsgeschichte überhaupt der HK Stari Grad aus Sarajevo.

## Modus
In der Hauptrunde absolvierte jede der drei Mannschaften insgesamt zehn Spiele. Die beiden Erstplatzierten der Hauptrunde qualifizierten sich für das Meisterschaftsfinale. Für einen Sieg nach der regulären Spielzeit erhielt jede Mannschaft drei Punkte, für einen Sieg nach Verlängerung zwei Punkte, bei einer Niederlage nach Verlängerung gab es einen Punkt und bei einer Niederlage nach regulärer Spielzeit null Punkte.

## Hauptrunde
|    | Klub                  | Sp | S | OTS | OTN | N | Tore  | Punkte |
| -- | --------------------- | -- | - | --- | --- | - | ----- | ------ |
| 1. | HK Bosna              | 10 | 5 | 1   | 1   | 3 | 24:20 | 18     |
| 2. | HK Stari Grad         | 10 | 4 | 2   | 0   | 4 | 22:20 | 16     |
| 3. | HK Alfa Novo Sarajevo | 10 | 3 | 0   | 2   | 5 | 21:27 | 11     |

Sp = Spiele, S = Siege, U = Unentschieden, N = Niederlagen

## Finale
Die Finalserie wurde im Modus Best-of-Five ausgetragen und endete nach drei Siegen des HK Bosna.
| 19. März 2010 | HK Bosna Lisice | 1:5 (1:0, 0:4, 0:1) | HK Stari Grad Vukovi |  |

| 20. März 2010 | HK Stari Grad Vukovi | 1:2 (0:1, 0:1, 1:0) | HK Bosna Lisice |  |

| 21. März 2010 | HK Stari Grad Vukovi | 2:3 (1:2, 0:1, 1:0) | HK Bosna Lisice |  |